# Boogschieten op de Olympische Zomerspelen 2012
Boogschieten is een van de sporten die beoefend werden tijdens de Olympische Zomerspelen 2012 in Londen. De wedstrijden werden gehouden van 27 juli tot en met 3 augustus op Lord's Cricket Ground.
Het programma, dat identiek was aan dat van de Spelen van 2008, bestond uit twee individuele competities (mannen en vrouwen) en twee teamcompetities (mannen en vrouwen, elk bestaand uit drie leden). Zowel de mannen als vrouwen hadden hetzelfde doel en dezelfde schootafstand tot het doel, namelijk 70 meter van het doel met een diameter van 1,22 meter. Er werd alleen met de recurveboog geschoten.

## Kwalificatie
Er mochten maximaal 128 atleten aan de wedstrijden deelnemen, 64 mannen en 64 vrouwen. Elk Nationaal Olympisch Comité (NOC) kreeg maximaal drie startplaatsen. In de kwalificatiefase verdienden de boogschutters startplaatsen voor hun NOC. Later besloot het NOC welke schutters, die de MQS (Minimum Qualification Score) hadden bereikt, naar Londen mochten. De MQS was bij de mannen 1230 (WA-ronde) of 625 (70 meterronde) en bij de vrouwen 1230 (WA-ronde) of 600 (70 meter ronde). De MQS moest worden behaald in de periode van 2 juli 2011 tot 1 juli 2012.
De kwalificatiefase begon in juli 2011 op het wereldkampioenschap in Turijn en de procedure voor mannen en vrouwen was gelijk. De beste acht landen (naast Groot-Brittannië) op het teamonderdeel verdienden daar elk drie startplaatsen. Daarnaast verdienden de beste acht individuele schutters van de landen die nog geen startplaats via de landenwedstrijd hadden verkregen, een startplaats (één per land). Op de continentale kwalificaties verdienden de beste individuele boogschutters van landen zonder startplaats één startplaats voor hun land; in Azië, Europa en Noord-, Midden- en Zuid-Amerika ging het om drie startplaatsen, in Afrika en Oceanië om twee. Vervolgens werd er nog een mondiaal toernooi gehouden voor de landen die zich niet via het WK in Turijn als team wisten te kwalificeren. De drie beste landen vulden zo hun aantal startplaatsen aan tot drie. Ten slotte was er nog een mondiaal individueel kwalificatietoernooi waar ten minste vier startplaatsen waren te verdienen voor landen die nog geen enkele startplaats wisten te verdienen. Gastland Groot-Brittannië kreeg, mits het ten minste drie deelnemers had bij het WK in Turijn, drie startplaatsen.
De olympische tripartitecommissie nodigde maximaal drie mannen en drie vrouwen uit kleinere landen uit. Zij dienden wel aan de MQS te voldoen.

## Programma
| Dag   | Datum                     | Starttijd | Eindtijd | Onderdeel           | Ronde                   |
| ----- | ------------------------- | --------- | -------- | ------------------- | ----------------------- |
| Dag 1 | vrijdag 27 juli 2012      | 9:00      | 15:00    | Mannen individueel  | Plaatsingsronde         |
| Dag 1 | vrijdag 27 juli 2012      | 9:00      | 15:00    | Vrouwen individueel | Plaatsingsronde         |
| Dag 2 | zaterdag 28 juli 2012     | 9:00      | 19:00    | Mannen team         | Finales                 |
| Dag 3 | zondag 29 juli 2012       | 9:00      | 19:00    | Vrouwen team        | Finales                 |
| Dag 4 | maandag 30 juli 2012      | 9:00      | 17:40    | Mannen individueel  | 1/32 & 1/16 Finales (1) |
| Dag 4 | maandag 30 juli 2012      | 9:00      | 17:40    | Vrouwen individueel | 1/32 & 1/16 finales (1) |
| Dag 5 | dinsdag 31 juli 2012      | 9:00      | 17:40    | Mannen individueel  | 1/32 & 1/16 finales (2) |
| Dag 5 | dinsdag 31 juli 2012      | 9:00      | 17:40    | Vrouwen individueel | 1/32 & 1/16 finales (2) |
| Dag 6 | woensdag 1 augustus 2012  | 9:00      | 19:00    | Mannen individueel  | 1/32 & 1/16 finales (3) |
| Dag 6 | woensdag 1 augustus 2012  | 9:00      | 19:00    | Vrouwen individueel | 1/32 & 1/16 finales (3) |
| Dag 7 | donderdag 2 augustus 2012 | 9:00      | 16:20    | Vrouwen individueel | Finales                 |
| Dag 8 | vrijdag 3 augustus 2012   | 9:00      | 16:20    | Mannen individueel  | Finales                 |

### Kwalificatie
De Zuid-Koreaan Im Dong-hyun en het team van Zuid-Korea verbraken het wereld- en olympisch record boogschieten op het onderdeel 72 pijlen. Im behaalde een totaal van 696 punten, een verbetering van drie punten. Im was ook houder van het vorige wereldrecord. Het Zuid-Koreaans team verbeterde het record met achttien punten en behaalden 2087 punten met 216 pijlen. Voor het Zuid-Koreaanse team kwamen naast Im ook Kim Bub-min en Oh Jin-hyuk in actie.
De Nederlander Rick van der Ven eindigde op een zestiende plaats met een totaal van 671 punten.

## Medailles

### Mannen
| Onderdeel   | Goud | Goud                                           | Zilver | Zilver                                  | Brons | Brons                                |
| ----------- | ---- | ---------------------------------------------- | ------ | --------------------------------------- | ----- | ------------------------------------ |
| Individueel | KOR  | Oh Jin-hyek                                    | JPN    | Takaharu Furukawa                       | CHN   | Dai Xiaoxiang                        |
| Team        | ITA  | Michele Frangilli Marco Galiazzo Mauro Nespoli | USA    | Brady Ellison Jake Kaminski Jacob Wukie | KOR   | Im Dong-hyun Kim Bub-min Oh Jin-hyek |

### Vrouwen
| Onderdeel   | Goud | Goud                                 | Zilver | Zilver                         | Brons | Brons                                  |
| ----------- | ---- | ------------------------------------ | ------ | ------------------------------ | ----- | -------------------------------------- |
| Individueel | KOR  | Ki Bo-bae                            | MEX    | Aída Román                     | MEX   | Mariana Avitia                         |
| Team        | KOR  | Choi Hyeon-ju Ki Bo-bae Lee Sung-Jin | CHN    | Cheng Ming Fang Yuting Xu Jing | JPN   | Ren Hayakawa Miki Kanie Kaori Kawanaka |

### Medaillespiegel
| Plaats | Land             | NOC    | Goud | Zilver | Brons | Totaal |
| ------ | ---------------- | ------ | ---- | ------ | ----- | ------ |
| 1      | Zuid-Korea       | KOR    | 3    | 0      | 1     | 4      |
| 2      | Italië           | ITA    | 1    | 0      | 0     | 1      |
| 3      | China            | CHN    | 0    | 1      | 1     | 2      |
| 3      | Japan            | JPN    | 0    | 1      | 1     | 2      |
| 3      | Mexico           | MEX    | 0    | 1      | 1     | 2      |
| 6      | Verenigde Staten | USA    | 0    | 1      | 0     | 1      |
| Totaal | Totaal           | Totaal | 4    | 4      | 4     | 12     |